# Bulbophyllum goliathense
Bulbophyllum goliathense är en orkidéart som beskrevs av Johannes Jacobus Smith. Bulbophyllum goliathense ingår i släktet Bulbophyllum och familjen orkidéer. Inga underarter finns listade i Catalogue of Life.